# A Tudor Princess
Pour plus de détails, voir Fiche technique et Distribution.
A Tudor Princess (« Une princesse Tudor ») est un film américain réalisé par J. Searle Dawley, sorti en 1913. 
Ce film muet en noir et blanc met en scène la princesse anglaise Marie Tudor (1496–1533), respectivement fille et sœur des rois Henri VII et Henri VIII.

## Fiche technique
- Titre original : A Tudor Princess
- Réalisation : J. Searle Dawley
- Scénario : Monte M. Katterjohn
- Société de production : Edison Company
- Société de distribution : General Film Company
- Pays d'origine :  États-Unis
- Langue : anglais
- Format : Noir et blanc – 1,33:1 – 35 mm – Muet
- Genre : film historique
- Longueur de pellicule : 600 m (2 bobines)
- Année : 1913
- Date de sortie : 
  - États-Unis : 26 décembre 1913

## Distribution
- Robert Brower : Henri VIII (Henry VIII)
- Mary Fuller : Marie Tudor (Mary Tudor)
- Ben F. Wilson : Charles Brandon
- Charles Ogle : le cardinal Wolsey
- Henry Grady : le duc de Longueville (duke de Longueville)
- Margery Bonney Erskine : la Reine Catherine (Queen Catherine)
- Alan Crolius : Will Somers (en)
- George Henderson : Jean Freisot
- Barry O'Moore : Louis XII
- Elizabeth Miller : Jean Bolingbroke
- Rex Hitchcock : François, le Dauphin (Francis, the Dauphin)